# Faut pas karaté la queue du tigre
Série
La Ceinture noire
(1974)
Pour plus de détails, voir Fiche technique et Distribution.
Faut pas karaté la queue du tigre (titre original : Hot Potato) est un film américain réalisé par Oscar Williams (en) sorti en 1976.

## Synopsis
Chang Lan, un pays fictif quelque part en Asie de l'Est. Le méchant Carter Rangoon a orchestré l'enlèvement de la fille d'un sénateur américain, Mme June Dunbar. Rangoon exige que le sénateur accorde une aide financière à son pays, sinon Mme Dunbar sera exécutée. Les États-Unis sont dans une situation difficile. Ils ne sont pas les bienvenus dans cette région du monde et ont peu d'influence dans la région. Le gouvernement américain s'adresse au général qui décrit l'homme de la situation, Black Belt Jones.
Jones rassemble une petite troupe de mercenaires pour l'aider dans la mission. Johnny Chicago, dont la principale motivation dans la vie est l'argent, est le premier mercenaire présenté dans le film. Jones et Chicago sont rejoints par Pamala, une agent de Chang Lan qui doit servir d'interprète et de guide du groupe. Elle prouve rapidement son utilité en tant que combattante qualifiée quand elle affronte plusieurs hommes de main, refusant l'aide de Jones et de Chicago. Enfin, le groupe rejoint Rhino dans une maison close. Rhino est un italien grotesque du Texas passionné par les femmes et la nourriture.
Le plan de Rangoon est plus diabolique que l'enlèvement et l'extorsion. Il s'est également arrangé pour qu'une prostituée nommée Leslie se fasse passer pour la fille du sénateur et être libérée à sa place. Leslie craint pour sa sécurité si elle est découverte. Alors elle vole des lettres du bureau de Rangoon. Si le contenu des lettres devait sortir, cela pourrait signifier la fin de Rangoon.
Jones et son équipe envahissent la forteresse de la jungle de Rangoon, dont le symbole est Hannibal à dos d'éléphant.
Après le sauvetage, Rangoon découvre que ses lettres ont disparu et envoie ses serviteurs les suivre à travers la jungle. Alors que le groupe se fraie un chemin à travers la jungle, ils battent des groupes d'hommes de main. Un engagement romantique commence à se former lorsque Chicago tombe amoureux de Leslie. Le groupe est également rejoint par une femme indigène et son fils que Rhino a battu lors d'un combat de catch.
Jones comprend peu à peu l'imposture et prend le sac à main auquel elle tient plus que la vie elle-même. Il trouve les lettres. Le groupe retourne au château. Jones proposa un échange : les lettres contre la fille. Les choses ne se passent pas comme prévu et Leslie est tuée.
Jones planifie ensuite une attaque secrète sur le domaine principal de Rangoon se terminant par une scène de combat en tête-à-tête entre Rangoon et Jones alors que la fille du sénateur est pendue au-dessus d'une fosse de tigres.

## Fiche technique
- Titre français : Faut pas karaté la queue du tigre
- Titre original : Hot Potato
- Réalisation : Oscar Williams (en) assisté d'Anuson Kayoonwong et Terry Marcel
- Scénario : Oscar Williams
- Musique : Christopher Trussell
- Direction artistique : Urai Sirisombat
- Costumes : Sherry Chen
- Photographie : Ronald Víctor García (en)
- Son : Ron Green
- Montage : Peter E. Berger (en)
- Production : Fred Weintraub (en), Paul Heller (en)
- Société de production : Warner Bros.
- Société de distribution : Warner Bros.
- Pays d'origine :  États-Unis
- Langue : anglais
- Format : Couleur - 1,85:1 - Mono - 35 mm
- Genre : Action
- Durée : 87 minutes
- Dates de sortie :
  - États-Unis : 7 avril 1976
  - Grèce : 10 juillet 1978
  - France : 8 novembre 1978[1]

## Distribution
- Jim Kelly : Jones
- George Memmoli (en) : "Rhino"
- Geoffrey Binney : "Chicago"
- Irene Tsu : Pam
- Judith Brown : Leslie/June Dunbar
- Sam Hiona : Rangoon
- Ron Prince : un général
- Hardy Stockmann : Krugman
- Metta Rungrat : une concubine de Rhino
- Supakorn Songssermvorakul : Boy
- Somchai Meekunsut : Pujo
- Veerapol Pitavan : Longkat
- Puchong Makaraj : Hoss
- Yuen Biao : un homme de main de Rangoon

## Production
Ce film se situe à la fin de la mode de la blaxploitation et au début de celle du film d'arts martiaux. Le film est une suite de La Ceinture noire. Il est le dernier du film du contrat entre Jim Kelly et les producteurs Fred Weintraub et Paul Heller. Robert Clouse, réalisateur de La Ceinture noire, refuse de faire la suite, elle est alors confiée à Oscar Williams, son scénariste.
Le film est réalisé à Chiang Mai, en Thaïlande,. Jim Kelly chorégraphie les combats.
Le film est un échec commercial. Il fera l'objet d'une exploitation en VHS sous le titre de Black Belt Jones 2.